# Островной целестус
Островной целестус (лат. Caribicus warreni) — ящерица из семейства Diploglossidae. Очень редкий вид, находится на грани исчезновения.
Эндемик острова Гаити, расположенного в Карибском море. Достоверно известно только одно местообитание этого вида, расположенное в западной части острова на территории Республики Гаити. Обитает в умеренно влажном низменном широколиственном лесу. Предположительно, живёт в норах.
Особи содержавшиеся в неволе достигали половозрелости в возрасте 3—4 лет. Продолжительность жизни этих ящериц по некоторым оценкам может составлять до 25—30 лет, а возможно и больше. Могут достигать общей длины по крайней мере 51 см. Длина тела от кончика носа до основания хвоста у самцов может достигать 30,5 см.
Общая численность островных целестусов в природе в последнее время резко снизилась и продолжает сокращаться из-за уничтожения мест обитания, связанного с вырубкой лесов для создания пастбищ и полей, а также под прессом интродуцированных на остров хищников: кошек, собак и мангустов. Местные жители также убивают этих ящериц ошибочно считая их ядовитыми.
Островные целестусы успешно содержатся и разводятся в зоопарке города Нашвилл.

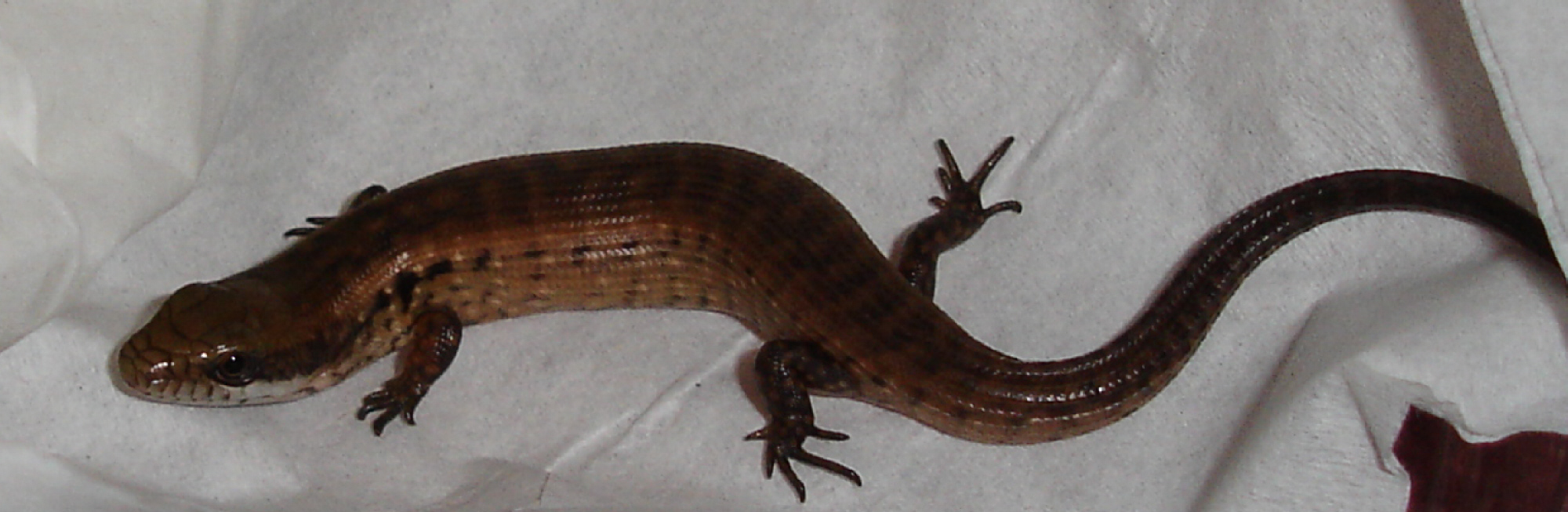
Молодая особь